# Bahnhof Lampertheim
Der Bahnhof Lampertheim ist der Bahnhof der südhessischen Stadt Lampertheim, gelegen an der Riedbahn von Frankfurt nach Mannheim.

## Geschichte

### Entstehung des Eisenbahnknotens
Lampertheim erhielt einen ersten Bahnanschluss und Bahnhof mit einer Zweigstrecke von der Bahnstrecke Darmstadt–Worms, der historischen Riedbahn, deren Hauptast nach Rosengarten am rechten Rheinufer gegenüber von Worms führte. Zum 15. Oktober 1877 wurde eine direkte Strecke von Rosengarten nach Lampertheim in Betrieb genommen. Sie wurde später Teil der Bahnstrecke Weinheim–Worms, die zum 1. August 1905 in Betrieb ging. Zuvor wurde aber noch die Riedbahn zum 15. Oktober 1879 über Lampertheim hinaus nach Mannheim verlängert. Ab 1905 war Lampertheim somit Kreuzungsbahnhof. Die Strecke nach Weinheim kreuzte die Riedbahn südlich des Bahnhofs auf einer Brücke.

### Entwicklung
Die Bahnstrecke Weinheim–Worms wurde schrittweise von der Deutschen Bundesbahn aufgegeben. Der Abschnitt zwischen Lampertheim und Viernheim wurde zum 29. Mai 1960 stillgelegt. Auch der Streckenast Richtung Worms wurde für den durchgehenden Verkehr aufgegeben. Ein etwas über drei Kilometer langes Stück wird vom Bahnhof Lampertheim aus noch als Anschlussgleis betrieben. Es hat etwa 600 m nördlich des Bahnhofs einen neuen Anschluss erhalten, damit das Gleis nicht mehr in Straßenlage geführt werden muss. Die von Mannheim her gezählte Kilometrierung zählt heute hier weiter. Streckenende ist vor km 21,8.

### Unfall 1965
Im Bahnhof Lampertheim ereignete sich am 12. August 1965 ein schwerer Eisenbahnunfall: Der TEE Helvetia kollidierte beim Überholen mit dem nicht profilfrei zum Stehen gekommenen letzten Wagen eines Güterzuges und entgleiste. Vier Menschen starben, zahlreiche wurden verletzt. 

### Modernisierung
Mitte der 1980er Jahre Bestand im Bahnhof ein Geschwindigkeitseinbruch von 160 auf 150 km/h, der im Zuge eines Ausbaus der Riedbahn beseitigt werden sollte. Dies ist entsprechend erfolgt, die durchgehenden Hauptgleise im Bahnhof sind seit den 1990er Jahren mit 200 km/h befahrbar.
Im Zuge der 2. Ausbaustufe der S-Bahn Rhein-Neckar wurden die Bahnhöfe und Haltepunkte Lampertheim, Bürstadt, Bobstadt, Biblis und Groß-Rohrheim barrierefrei ausgebaut. Dies beinhaltete unter anderem die Erhöhung der Bahnsteige von 36 cm auf 76 cm über Schienenoberkante (SOB). In Lampertheim wurde der Bahnsteig 3 (Gleis 4/5) während der hessischen Sommerferien 2016, der Bahnsteig 2 (Gleis 2/3) in den Sommerferien 2017 modernisiert. Der Bahnsteig von Gleis 1, der Hausbahnsteig, wurde nicht modernisiert, da das Empfangsgebäude samt Bahnsteig denkmalgeschützt ist. Bei den Sanierungsmaßnahmen wurden auch neue Treppenaufgänge und Fahrstühle installiert.

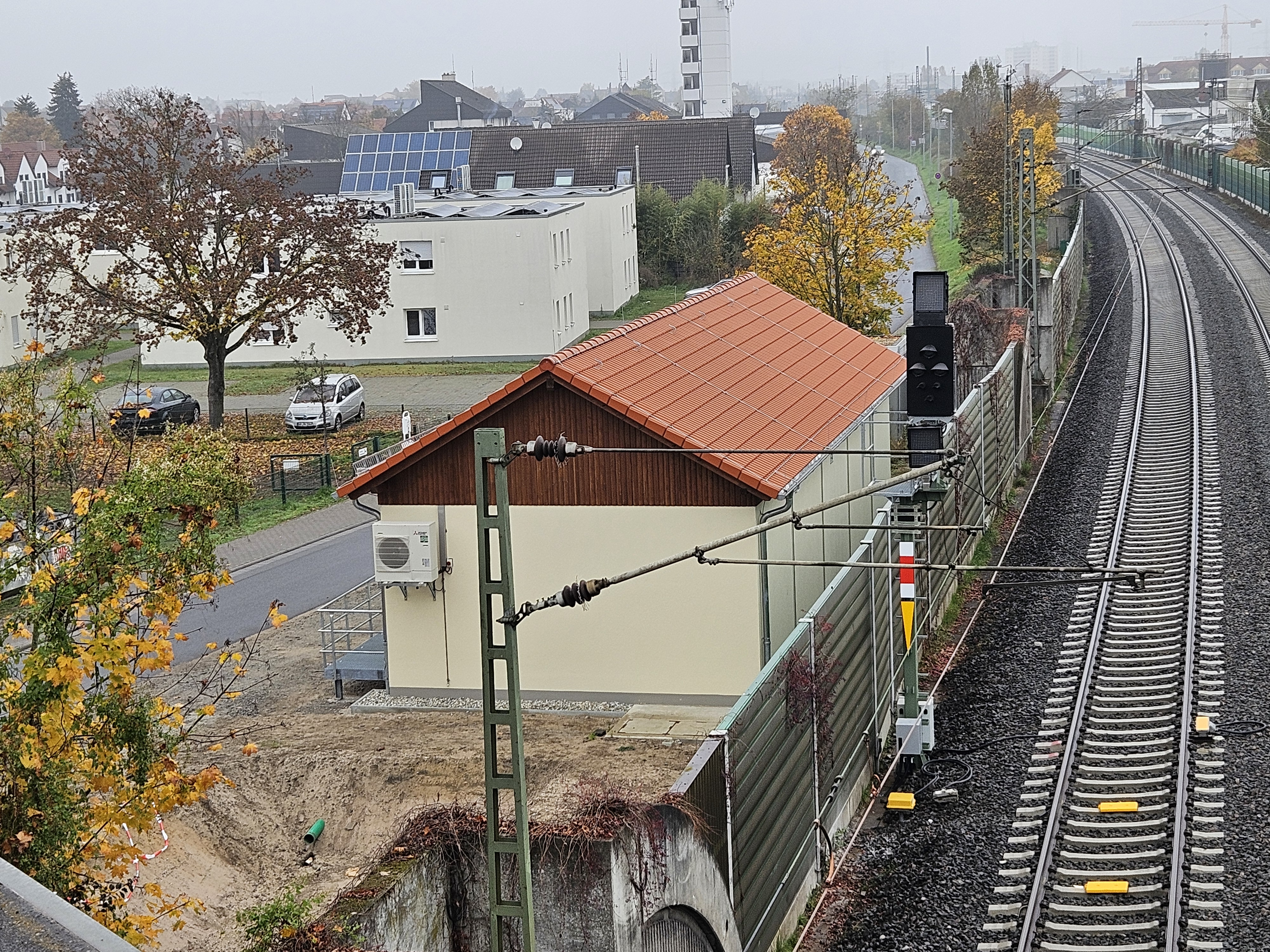
Neues Elektronisches Stellwerk Lampertheim mit einem der Einfahrsignale und zwei Eurobalisen für ETCS

Der Bahnsteig 1 wurde im Rahmen der Generalsanierung der Riedbahn im 2. Halbjahr 2024 erhöht. Zwei kurze Nebengleise und weitere Überreste von Gleisen der Bahnstrecke Weinheim–Worms wurden zurückgebaut. Lärmschutzwände wurden erneuert und neue Lärmschutzwände im südöstlichen Bereich des Bahnhofs errichtet. Auch die Bahnsteigausstattung und die Unterführung wurden erneuert.
Ferner entstand am südwestlichen Rand des Bahnhofs ein neues Elektronisches Stellwerk, das das bisherige Relaisstellwerk ersetzte. Die bisherigen H/V-Signale wurden durch Ks-Signale ersetzt und ETCS Level 2, neben PZB, auf allen Hauptgleisen des Bahnhofs ausgerüstet. Die nördlichen wie auch südlichen Ausfahrsignale, die bislang reine Hauptsignale ohne Vorsignalfunktion waren, wurden dabei durch Mehrabschnittssignale ersetzt. Daran schließen sich südlich (beim Streckenkilometer 16,2) weitere Mehrabschnittssignale in beiden Streckengleisen an; zuvor stand im Regelgleis ein Vorsignal (km 16,4), im Gegengleis kein derartiges Signal. Damit werden wesentlich kürzere Zugfolgen Richtung Mannheim ermöglicht und der Betrieb flexibilisiert. Im Nordkopf gibt es keine allein stehenden Vorsignale mehr, dafür folgt im Regelgleis, nicht jedoch im Gegengleis, nach einem Kilometer ein weiteres Ks-Mehrabschnittssignal. Durch die Verschiebung der nördlichen Ausfahrsignale in den beiden westlichen Bahnhofsgleisen um rund 80 m Richtung Norden sowie um die Verschiebung des südlichen Ausfahrsignals des westlichsten Bahnhofsgleis um rund 80 m Richtung Mannheim wurde die Nutzlänge beider Gleise erhöht. Darüber hinaus verfügt das östlichste Bahnhofsgleis nun über ein Ausfahrsignal nach Süden, womit es flexibler genutzt werden kann. Einige Sperrsignale in beiden Bahnhofsköpfen wurden mit Blockkennzeichen ausgerüstet und damit die Zugfolge für ETCS-geführte Züge verkürzt.

## Empfangsgebäude
Das Empfangsgebäude ist ein Typenbau und ähnelt dem Empfangsgebäude des Bahnhofs Frankfurt am Main Stadion. Es ist dreiflüglig, hat im Mittelbau zwei Stockwerke und wurde aus Gelbsandstein errichtet. Die beiden Seitenflügel sind eingeschossig. Die zentrale Achse des Mittelbaus wird nach einem Umbau von 1905 durch einen Giebel mit Gaupe und einem auf der Straßenseite vorgelagerten Eingangspavillon betont. Das Empfangsgebäude ist ein Kulturdenkmal aufgrund des Hessischen Denkmalschutzgesetzes.

## Betrieb
Der Bahnhof Lampertheim wird nur von Nahverkehrszügen bedient. Die Regional-Express-Linie RE 70 verbindet die Städte Frankfurt und Mannheim im Stundentakt. Zum Einsatz kommen neue Elektrotriebfahrzeuge des Typs Bombardier Twindexx Vario. Die Linie S 9 (bis Dezember 2020: RB 2) fährt von Groß-Rohrheim über Mannheim weiter in Richtung Karlsruhe. Auf dieser Linie kommen Fahrzeuge des Typs Siemens Mireo zum Einsatz.
Die Riedbahn ist außerdem eine der wichtigsten Strecken im Fernverkehr, weshalb der Bahnhof Lampertheim von vielen ICE-Linien passiert wird. Mittlerweile werden diese zum Problem, da aufgrund der engen Zugfolge oft die Regionalzüge durch Fernzüge überholt werden müssen und ihre Fahrt deshalb verspätet fortsetzen. Das kommt vor allem beim RE 70 vor, da dieser die gesamte Riedbahn befährt.
Nebenbei passieren täglich viele Güterzüge den Bahnhof Lampertheim, daneben wird außerdem ein Industriegleis zur BASF Lampertheim bedient.
Direkt am Bahnhof befindet sich auch eine Bushaltestelle, welche von den Lampertheimer Stadtbussen sowie der Regionalbuslinie 644 (Worms–Viernheim) bedient wird.
Die zulässigen Geschwindigkeiten im Bahnhof liegen bei 200 km/h (bis voraussichtlich 2. Quartal 2025 aufgrund noch nicht in Betrieb genommenen ETCS 160 km/h) auf den beiden durchgehenden Hauptgleisen der Riedbahn sowie 80 km/h auf den übrigen drei nicht durchgehenden Hauptgleisen.

### Linien
| Linie | Verlauf | Takt   | Betreiber      |
| ----- | --- | ------ | -------------- |
| RE 70 | Main-Neckar-Ried-Express: Frankfurt (Main) Hbf – Frankfurt-Niederrad – (Frankfurt am Main Stadion – Zeppelinheim –)* Walldorf (Hessen) – Mörfelden – Groß Gerau-Dornberg – (Groß Gerau-Dornheim – Riedstadt-Wolfskehlen –)* Riedstadt-Goddelau – Stockstadt (Rhein) – Biebesheim – Gernsheim – Groß-Rohrheim – Biblis – (Bobstadt –)* Bürstadt – Lampertheim – Mannheim-Waldhof – (Mannheim-Luzenberg – Mannheim-Neckarstadt – Mannheim-Handelshafen –)* Mannheim Hbf * nur einzelne Züge Stand: Fahrplanwechsel Dezember 2021 | 60 min | DB Regio Mitte |
| S 9   | Karlsruhe Hbf – Karlsruhe-Hagsfeld – Blankenloch – Friedrichstal (Baden) – Graben-Neudorf – Wiesental – Waghäusel – Neulußheim – Hockenheim – Oftersheim – Schwetzingen – Mannheim-Rheinau – Mannheim-Neckarau – Mannheim Hbf – Mannheim-Handelshafen – Mannheim-Neckarstadt – Mannheim-Luzenberg – Mannheim-Waldhof – Lampertheim – Bürstadt – Bobstadt – Biblis – Groß Rohrheim Stand: Fahrplanwechsel Dezember 2021 | 60 min | DB Regio Mitte |